# Saxi-Bourdon
Saxi-Bourdon település Franciaországban, Nièvre megyében. Lakosainak száma 270 fő (2022. január 1.). Saxi-Bourdon Saint-Saulge, Billy-Chevannes, Bona, Jailly és Rouy községekkel határos.

## Népesség
A település népessége az elmúlt években az alábbi módon változott:
| Lakosok száma | 312  | 303  | 302  | 299  | 298  | 297  | 288  | 279  | 270  |
|               | 2013 | 2015 | 2016 | 2017 | 2018 | 2019 | 2020 | 2021 | 2022 |